# Estropipato
Estropipato, o piperazina estrone bisolfato o piperazina oestrone solfato, chimicamente il piperazina 17-ossoestra-1,3,5(10)-trien-3-il solfato, è un derivato estrogenico.
L'estropipato è costituito da estrone (ovvero da un ormone sessuale di origine ovarica oppure prodotto a livello periferico, in particolare nel tessuto adiposo, grazie ad una biotrasformazione a partire dall'androstenedione ad opera dell'enzima aromatasi) reso idrosolubile come solfato e stabilizzato per aggiunta di piperazina.

## Caratteristiche strutturali e fisiche
La molecola si presenta come una polvere cristallina bianca o bianco-giallastra, inodore o quasi. Molto poco solubile in acqua, in alcoli, in cloroformio e in etere. È facilmente solubile in acqua calda. 
Fonde a 190 °C con formazione di un liquido viscoso marroncino. Per ulteriore riscaldamento, solidifica e poi fonde nuovamente a circa 245 °C con decomposizione.
[a]25 = +87° (c=1 in sodio idrossido 0,4%)

## Farmacodinamica
L'azione farmacologica dell'estropipato è dovuta all'estrone che si libera per idrolisi dopo somministrazione. Quest'ultimo attraversa la membrana cellulare tramite un processo di diffusione, penetra nel nucleo cellulare ove si lega, attivando uno specifico recettore. 
Questo legame proteico comporta l'interazione con determinate sequenze dell'acido desossiribonucleico (DNA), e conseguente aumento della trascrizione dei geni adiacenti, generando una specifica risposta farmacologica.

## Farmacocinetica
A seguito di somministrazione per via orale estropipato viene ben assorbito dal tratto gastrointestinale. Gran parte della molecola subisce biotrasformazione metabolica nella ghiandola epatica per un effetto di primo passaggio.
Il farmaco circola nel sangue legato principalmente all'albumina e alle globuline.
Parte dell'estropipato assorbito dall'organismo viene escreto nella bile e successivamente è riassorbito dall'intestino ritornando al fegato attraverso il sistema venoso portale.

## Usi clinici
Il farmaco, come altri estrogeni, può essere utilizzato da solo, nelle donne in postmenopausa, nell'ambito di una terapia estrogenica sostitutiva. È utile nel controllo dei disturbi vasomotori moderati o gravi, nell'osteoporosi postmenopausale, nell'ipoestrogenismo femminile, così come nel trattamento dell'atrofia vulvare e vaginale associata alla menopausa. Con quest'ultima indicazione viene spesso utilizzato ricorrendo a preparazioni topiche.

## Effetti collaterali e indesiderati
Il trattamento può alterare il profilo lipidico dei pazienti e talvolta può essere associato ad incremento dei trigliceridi nel plasma conducendo a pancreatiti o ad altre complicazioni, anche se la capacità degli estrogeni di aumentare le lipoproteine ad alta densità (HDL) e di ridurre le concentrazioni delle lipoproteine a bassa densità, può comportare un effetto cardioprotettivo.
L'uso prolungato può alterare il metabolismo del calcio e del fosforo con trasferimento degli stessi dal plasma al tessuto osseo.

Alcuni studi epidemiologici hanno suggerito un aumentato rischio di disturbi trombotici (tromboflebite, trombosi della retina, embolia cerebrale e polmonare) e/o malattia tromboembolica in donne in trattamento estrogenico sostitutivo solo od associato a progestinici. Comunque ad oggi non è stato ancora definitivamente stabilito un simile rapporto e non tutti gli studi concordano in tal senso.

## Controindicazioni
Il farmaco è controindicato nei soggetti con ipersensibilità individuale nota verso il principio attivo, verso altre sostanze strettamente correlate dal punto di vista chimico, oppure verso uno qualsiasi degli eccipienti utilizzati nella formulazione farmacologica.
È inoltre controindicato nelle pazienti con cancro mammario e/o carcinoma endometriale accertato o presunto, o altre neoplasie estrogeno-dipendenti. Non deve essere assunto da pazienti con storia personale di tromboflebiti, trombosi o processi tromboembolici, affette da insufficienza renale, epatica o cardiaca, così come da donne in stato di gravidanza o che allattano al seno.

## Dosi terapeutiche
La somministrazione di estropipato può essere continuativa (cioè con dosaggi giornalieri e senza interruzione nella terapia) o ciclica (in genere tre settimane di trattamento seguite da una settimana di pausa).
L'estropipato può essere somministrato per via orale o per via intravaginale. 
Un regime di trattamento per i disturbi vasomotori della menopausa e della post-menopausa o dopo ovariectomia, comporta la somministrazione per via orale da 0,75 a 6 mg al giorno per tre settimane al mese.

In linea di principio per ogni trattamento si deve ricorrere alla dose efficace più bassa possibile. Inoltre può essere utile aggiungere un progestinico durante la somministrazione dell'estrogeno al fine di ridurre il rischio di iperplasia e carcinoma dell'endometrio, che sono stati associati con l'uso dei soli estrogeni.
Questa accortezza non è ovviamente di alcuna utilità nelle pazienti prive di utero.
Per il trattamento delle vaginiti atrofiche e della craurosi vulvare si applicano 2-4 g al giorno della crema vaginale allo 0,15%.